# Paraskeví Papahrístou
Paraskeví « Voúla » Papahrístou (en grec : Παρασκευή Παπαχρήστου), née le 17 avril 1989 à Athènes, est une athlète grecque, spécialiste du triple saut.

## Carrière
En 2011, Paraskeví Papahrístou conserve son titre de Championnats d'Europe espoirs grâce à un saut à 14,40 m, qu'elle avait déjà acquis en 2009 (14,34 m).
En 2012, alors qu'elle devait participer aux Jeux olympiques, elle est exclue à la suite d'un message humoristique en référence à une petite épidémie de virus du Nil occidental en Grèce qui avait infecté au moins cinq personnes et tué l'une d'entre elles et que certains considèrent alors comme raciste,,.
Le 19 mars 2016, Papahrístou remporte la médaille de bronze des championnats du monde en salle de Portland avec un saut à 14,15 m, son seul de la compétition. Lors de la 1re étape de la Ligue de diamant 2016 à Doha, la Grecque se classe 5e du concours avec un saut à 14,26 m.
Le 22 mai, elle établit dès son 1er essai lors du Meeting international Mohammed-VI une marque de 14,28 m, son meilleur saut depuis 2012. Elle confirme sa régularité avec un saut à 14,26 m lors du Birmingham Grand Prix. Le 8 juin, lors du meeting annuel Filothei Women Gala d'Athènes, la Grecque s'empare de la meilleure performance européenne de l'année avec un saut à 14,73 m, — nouveau record personnel — dans un fort vent de face de -1,3 m/s.
Les 18 et 19 juin, elle devient championne de Grèce du saut en longueur (6,56 m, SB) et du triple saut (14,07 m). Le 10 juillet, la Grecque remporte la médaille de bronze des Championnats d'Europe d'Amsterdam avec un saut à 14,47 m, proche de la médaille d'or de la Portugaise Patrícia Mamona (14,58 m) et de la médaille d'argent de l’Israélienne Hanna Knyazyeva-Minenko (14,51 m).
Le 4 mars 2017, elle décroche la médaille de bronze des Championnats d'Europe en salle de Belgrade avec un saut à 14,24 m, son meilleur de la saison. Elle est devancée par l'Allemande Kristin Gierisch (14,37 m, EL) et la Portugaise Patricia Mamona (14,32 m, SB).
Le 3 mars 2018, la Grecque ne termine que 6e de la finale des championnats du monde en salle de Birmingham avec un saut à 14,05 m. Le 20 juillet, lors des championnats des Balkans de Staza Zagora, Papahrístou remporte la médaille d'or avec un saut à 14,74 m, vent tout juste illégal (+ 2,1 m/s) pour être homologué.
Le 8 août 2018, lors des qualifications aux championnats d'Europe de Berlin, Papahrístou se qualifie pour la finale grâce à un saut à 14,49 m, dans un énorme vent de face (- 3,0 m/s). Deux jours plus tard, la Grecque de 29 ans décroche dans le stade olympique son premier titre international majeur grâce à un meilleur bond mesuré à 14,60 m, devançant l'Allemande Kristin Gierisch (14,45 m) et l'Espagnole Ana Peleteiro (14,44 m).
Blessée lors de la saison hivernale, la Grecque s'aligne aux championnats d'Europe en salle de Glasgow sans avoir réalisé la moindre compétition. Elle y remporte tout de même la médaille d'argent avec un nouveau record personnel en salle avec 14,50 m, devancée par l'Espagnole Ana Peleteiro (14,73 m).

## Vie privée
Elle est mère d'une fille prénommée Kostadina, née en novembre 2014.

## Palmarès
| Date | Compétition                       | Lieu             | Résultat | Marque  |
| ---- | --------------------------------- | ---------------- | -------- | ------- |
| 2008 | Championnats du monde juniors     | Bydgoszcz        | 3e       | 13,74 m |
| 2009 | Championnats d'Europe en salle    | Turin            | finale   | NM      |
| 2009 | Jeux méditerranéens               | Pescara          | 3e       | 14,12 m |
| 2009 | Championnats d'Europe espoirs     | Kaunas           | 1re      | 14,34 m |
| 2011 | Championnats d'Europe par équipes | Izmir            | 1re      | 14,09 m |
| 2011 | Championnats d'Europe espoirs     | Ostrava          | 1re      | 14,40 m |
| 2012 | Championnats d'Europe             | Helsinki         | 11e      | 13,89 m |
| 2013 | Championnats d'Europe par équipes | Gateshead        | 6e       | 13,69 m |
| 2015 | Championnats d'Europe par équipes | Heraklion        | 1re      | 13,99 m |
| 2015 | Championnats des Balkans          | Pitești          | 4e       | 13,56 m |
| 2016 | Championnats du monde en salle    | Portland         | 3e       | 14,15 m |
| 2016 | Championnats d'Europe             | Amsterdam        | 3e       | 14,47 m |
| 2016 | Jeux olympiques                   | Rio de Janeiro   | 8e       | 14,26 m |
| 2016 | Ligue de diamant                  | Ligue de diamant | 3e       | détails |
| 2017 | Championnats des Balkans en salle | Belgrade         | 1re      | 14,19 m |
| 2017 | Championnats d'Europe en salle    | Belgrade         | 3e       | 14,24 m |
| 2017 | Championnats d'Europe par équipes | Lille            | 1re      | 14,24 m |
| 2018 | Championnats du monde en salle    | Birmingham       | 6e       | 14,05 m |
| 2018 | Championnats des Balkans          | Stara Zagora     | 1re      | 14,74 m |
| 2018 | Championnats d'Europe             | Berlin           | 1re      | 14,60 m |
| 2018 | Coupe continentale                | Ostrava          | 4e       | 14,22 m |
| 2019 | Championnats d'Europe en salle    | Glasgow          | 2e       | 14,50 m |
| 2019 | Championnats d'Europe par équipes | Bydgoszcz        | 1re      | 14,48 m |
| 2019 | Ligue de diamant                  | Ligue de diamant | 5e       | 14,33 m |
| 2019 | Championnats des Balkans          | Pravetz          | 1re      | 14,24 m |
| 2021 | Championnats d'Europe en salle    | Toruń            | 5e       | 14,31 m |

## Records
| Épreuve          | Épreuve   | Marque  | Lieu     | Date            |
| ---------------- | --------- | ------- | -------- | --------------- |
| Saut en longueur | Plein air | 6,60 m  | Athènes  | 15 juin 2012    |
| Saut en longueur | En salle  | 6,41 m  | Bucarest | 31 janvier 2016 |
| Triple saut      | Plein air | 14,73 m | Athènes  | 8 juin 2016     |
| Triple saut      | En salle  | 14,50 m | Glasgow  | 3 mars 2019     |